# منتر (کنتاکی)
منتر (به انگلیسی: Mentor) شهری در ایالت کنتاکی کشور ایالات متحده آمریکا است که جمعیت آن در سرشماری سال ۲۰۱۰ میلادی، ۱۹۳ نفر بوده‌است.